# Haim Revivo
Haim Michael Revivo (hebräisch חיים מיכאל רביבו; * 22. Februar 1972 in Aschdod) ist ein ehemaliger israelischer Fußballspieler.

## Spielerkarriere
Revivo startete seine fußballerische Profikarriere in Israel unter anderem bei Maccabi Haifa. Er spielte aber nicht lange in Israel, da sein Talent bereits früh vom spanischen Verein Celta Vigo erkannt wurde.
Bei Celta stieg Revivo schnell zum wichtigsten Spieler und Kapitän der Mannschaft auf. Auch in der Nationalmannschaft entwickelte er sich immer mehr zum Schlüsselspieler im Sturm. Der wohl größte Sieg, den er mit der Nationalmannschaft erringen konnte, war der 5:0-Kantersieg über Österreich, zu dem Revivo ein Freistoßtor beitrug. Revivo spielte mit israelischen Größen wie Eyal Berkovic, Alon Mizrahi, Yossi Benayoun und Tal Banin.
Als er Celta Vigo verließ, wechselte er zum türkischen Verein Fenerbahçe Istanbul, wo er 2002 zum besten Spieler der Liga gekürt wurde. Mit dem Wechsel zu Galatasaray Istanbul machte er sich nicht nur Freunde, denn er brachte bei seinem neuen Verein nicht die von ihm erwartete Leistung, obwohl er in seinem ersten Meisterschaftsspiel bei seinem neuen Verein gegen Bursaspor gleich dreimal traf.
In der Saison 2004/05 wechselte er aus verschiedenen Gründen zurück nach Israel. Er begründete den Wechsel damit, dass er seine Kinder in Israel aufwachsen sehen wolle. Beim FC Aschdod, bei dem er auch Teilinhaber ist, beendete Revivo seine erfolgreiche Karriere. Er lebt derzeit mit seiner Familie in Israel.
Heute noch gilt Revivo als einer der besten israelischen Fußballer aller Zeiten.